# Туманова (Притобольний район)
Тума́нова (рос. Туманова) — присілок у складі Притобольного району Курганської області, Росія. Входить до складу Давидовської сільської ради.
Населення — 115 осіб (2010, 196 у 2002).
Національний склад станом на 2002 рік:
- росіяни — 85 %